# Julius Pintsch AG

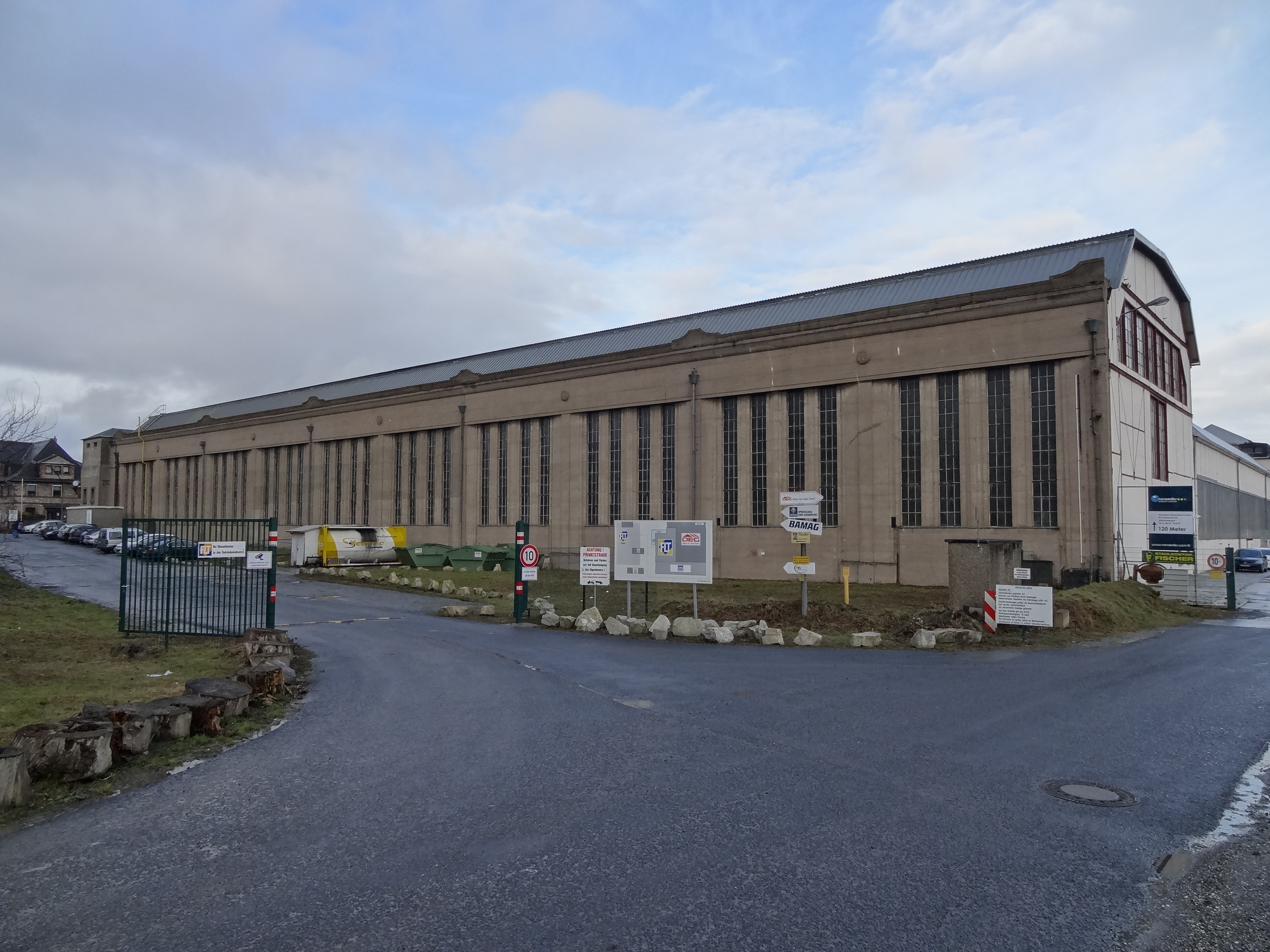
BAMAG-Werkhalle in Butzbach

Die Julius Pintsch AG in Berlin war eines der bedeutendsten deutschen Unternehmen auf dem Gebiet des Beleuchtungswesens. Ursprünglich 1843 von Julius Pintsch gegründet, bestand es unter dieser Firma von 1907 bis 1953 und wurde danach durch Fusion mit seiner Tochter Bamag Meguin AG zur Pintsch Bamag AG.

## Geschichte

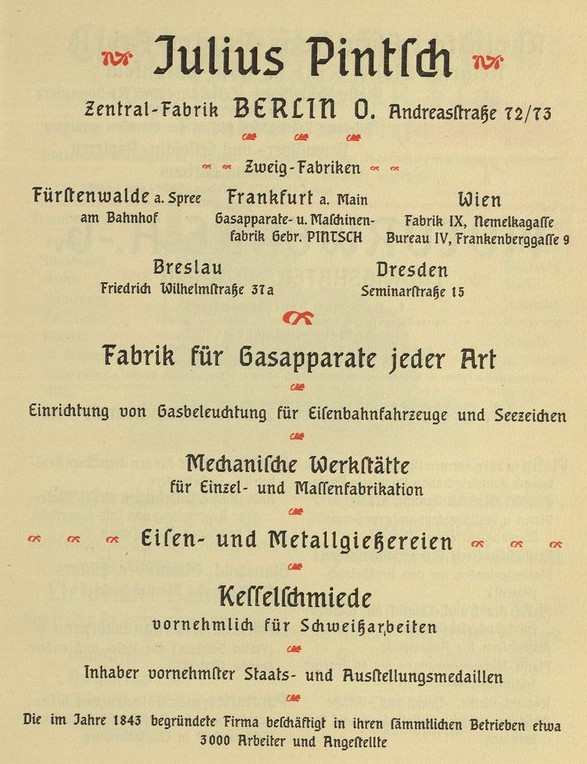
Portfolio für die Weltausstellung Paris 1900

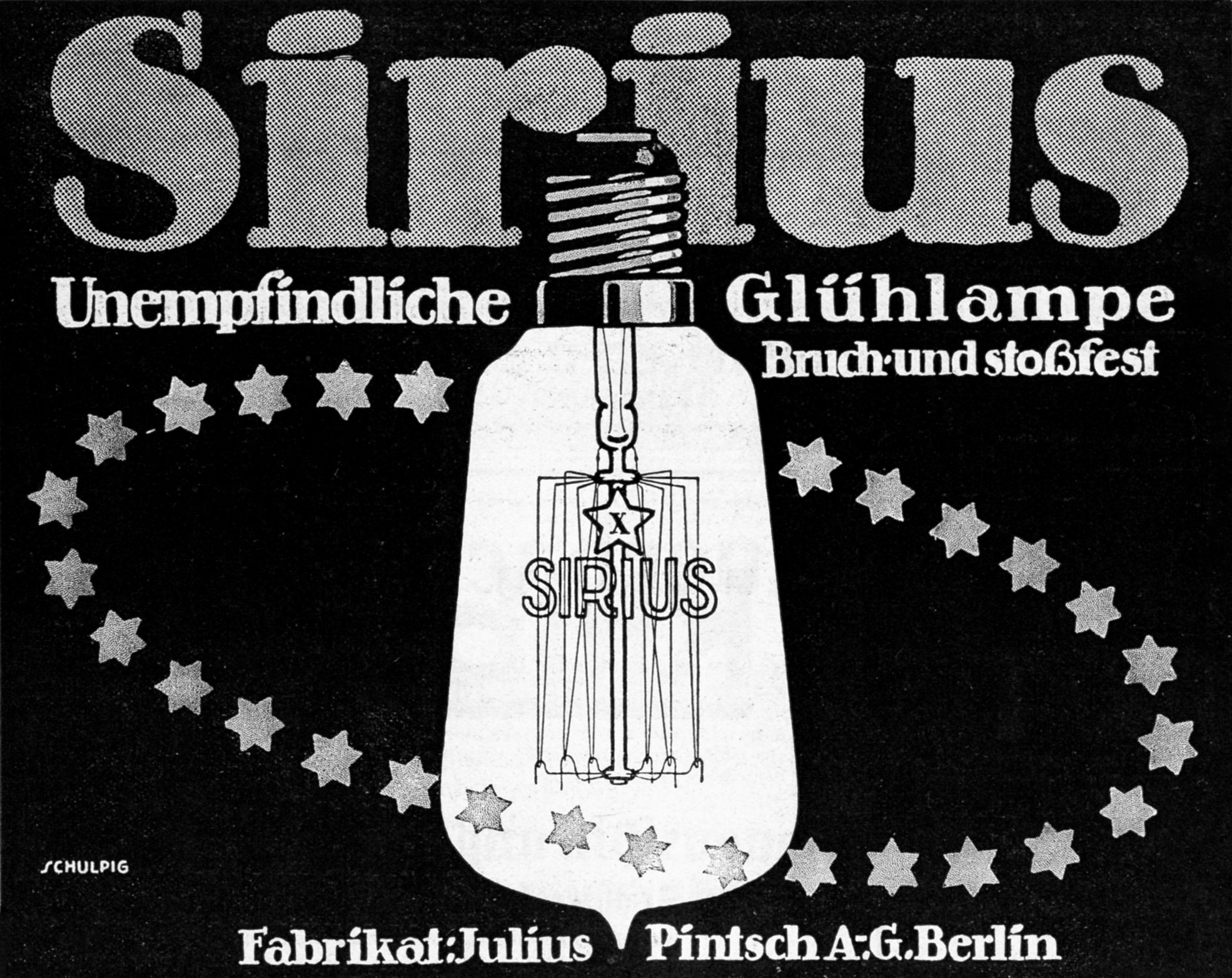
Werbung für die Sirius-Glühlampe

Hervorgegangen ist das Unternehmen aus einer kleinen, 1843 in einem Kellerraum gegründeten Bauklempnerei. Es wurden zunächst Gasmesser, dann mit Ölgas betriebene Eisenbahnlampen produziert.
Bei seinem Tode 1884 hinterließ der Gründer ein großes Industrieunternehmen, das von seinen Söhnen Richard, Oskar, Julius Karl und Albert (1858–1920) als Familienbetrieb fortgeführt wurde. 1907 kam es zur Umwandlung des Unternehmens mit seinen Standorten in Berlin, Fürstenwalde/Spree und Frankfurt am Main in eine Aktiengesellschaft als Julius Pintsch AG. Sie war ab 1927 als Mehrheitsaktionärin an der Bamag Meguin AG beteiligt. 1936 wurde das Unternehmen in eine Kommanditgesellschaft umgewandelt.
Nach dem Ende des Zweiten Weltkriegs erfolgte eine Enteignung der Fa. Julius Pintsch und in die Gebäude zog ab 1950 der VEB Fahrzeugausrüstung Berlin. Nun entstanden in den Produktionshallen Ausrüstungen für Schienenfahrzeuge. Seit 1997 ist das denkmalgeschützte Gebäude ungenutzt. 1946 wurde die Julius Pintsch West-KG in Berlin gegründet.
Ab 1953 firmierte das Unternehmen als „Pintsch Bamag AG“. Es gab damals ca. 5500 Beschäftigte; der Hauptsitz war nun Butzbach. Dort befand sich auch ab ca. 1920 der Hauptsitz des Unternehmens Meguin, das war ab 1924 einer der wichtigsten Standorte der Bamag Meguin.
Das Unternehmen PINTSCH BAMAG AG gliederte sich in (Verfahrenstechnik) Planung, Konstruktion, Fertigung und Montage von verfahrenstechnischen Apparaten / Anlagen u. a. Chemieanlagen, Gasanlagen, Düngemittelfabriken,  Lösemittelrückgewinnung, Wasseraufbereitung für Trink-, Brauch- und Abwasser, Dekontaminierungsanlagen; (Eisenbahntechnik) Weichenbau, Antriebs- und Verkehrstechnik, Zugbeleuchtung; Flughafenbefeuerung; Kranbau und Marinewehrtechnik.
Die PINTSCH BAMAG AG wurde 1967 vom Thyssen-Erben Hans Heinrich Thyssen-Bornemisza de Kászon übernommen. Der zerschlug das Unternehmen und verkaufte die einzelnen lukrativen Sparten, die überwiegend heute als Einzelfirmen bzw. Sparten in anderen Unternehmen weiterbestehen. So gehört beispielsweise die Dinslakener Pintsch BAMAG Antriebs- und Verkehrstechnik GmbH seit 1987 der Schaltbau-Gruppe an.
Der Bereich Verfahrenstechnik wurde ausgegliedert und am Standort Butzbach von einem Investor als BAMAG Verfahrenstechnik GmbH weiterbetrieben.

## Standort Fürstenwalde
Julius Pintsch eröffnete 1872 in Fürstenwalde ein Werk für Gasmess- und -regelgeräte. Nach dem Zweiten Weltkrieg wurde das Werk demontiert. Auf dem früheren Fabrikgelände entstand der VEB Gaselan, der später in VEB Chemie- und Tankanlagenbau Fürstenwalde umbenannt wurde. Nach der Wiedervereinigung wurde das Kombinat in verschiedene Einzelbetriebe aufgespalten.
1998 wurde das Unternehmen in Chemie- und Tankanlagenbau Reuther umbenannt. Das Unternehmen musste um 2021 Insolvenz anmelden. Die Fabrikgebäude werden inzwischen (2023) anderweitig genutzt, z. T. als Wohnungen.

### Reuther STC
Reuther STC war ein Brandenburger Metallverarbeiter mit Sitz in Fürstenwalde, der im Windkraftanlagen- und Behälterbau tätig war. Den Hauptteil seines Umsatzes erwirtschaftete das Unternehmen mit Stahlrohrtürmen, Polrädern und Fundamenten für Windkraftanlagen.